# Frans Dahl
Frans Johan Wilhelm Dahl, född 24 december 1825 i Karlshamn, död 7 mars 1888 i Stockholm, var en svensk skolledare och riksdagsman. Han var far till Adolf Dahl.
Dahl blev student vid Lunds universitet 1843, filosofie kandidat 1847, filosofie magister 1850, 
kollega vid läroverket i Karlshamn 1856 och rektor vid Sölvesborgs treklassiga läroverk 1858. Dahl var ledamot av andra kammaren invald av städerna Karlshamn och Sölvesborgs valkrets vid riksdagarna 1872 och 1878-1881. Av Älvsborgs läns landsting valdes han 1882 till ledamot i första kammaren, som på grund av hans erfarenhet av tullfrågor insatte honom som ledamot i bevillningsutskottet 1884-1888. Dahl var i 10 år ledamot av sitt läns landsting och främjade kraftigt tillkomsten av Kristianstad-Sölvesborg-järnvägen. 
För övrigt gjorde Dahl sig i det offentliga bemärkt såsom en av de oförtrutnaste och kunnigaste i den först lilla, men år efter år växande protektionistiska falang, som upptog striden mot frihandelsgrundsatserna i Sverige. I denna strid vann Dahl den första segern, i det han vid 1879 års riksdag genomdrev att amerikanskt läder belades med tull. Hans uppträdande föranledde 1880 regeringen att insätta några tullskyddsvänner och bland dem Dahl själv i den stora tullkommittén 1880-1882, som eljest bestod av frihandlare. 1880 stiftade Dahl en förening av tullvänner under namnet "Det svenska arbetets vänner", och han redigerade dess organ "Tidskrift för svenska näringarna" (1880) samt dess fortsättning "Veckobladet" (1882). Han utgav dessutom, flera skrifter till förmån för tullskydd. 
I avseende på skolfrågan ville Dahl göra undervisningen mer användbar för det praktiska livet och ansåg latinet överflödigt även för vetenskaps-idkare.